# Here We Go
Single représentant la Lettonie au Concours Eurovision de la chanson
Beautiful Song
(2012)
Here We Go (en français, « On y va ») est une chanson du groupe letton PeR qui représente la Lettonie au Concours Eurovision de la chanson 2013 qui a lieu à Malmö en Suède. La chanson sera en compétition lors de la deuxième demi-finale le 16 mai 2013 pour obtenir une place en finale qui aura lieu le 18 mai.